# Apistogrammoides pucallpaensis
Apistogrammoides pucallpaensis är en fiskart som beskrevs av Meinken, 1965. Apistogrammoides pucallpaensis ingår i släktet Apistogrammoides och familjen Cichlidae. Inga underarter finns listade i Catalogue of Life.